# Cha Am (huyện)
Cha Am (tiếng Thái ชะอำ) là một huyện (amphoe) ở phía nam của tỉnh Phetchaburi, miền trung Thái Lan.
Huyện được thành lập in 1897 với tên Na Yang. Năm 1914, trung tâm huyện đã được dời đến Ban Nong Chok (nay ở Tha Yang) và huyện đã được đổi tên thành Nong Chok. Sau thế chiến II, chính quyền dời trụ sở huyện đến tambon Cha Am do đó tên huyện được đổi thành Cha Am.

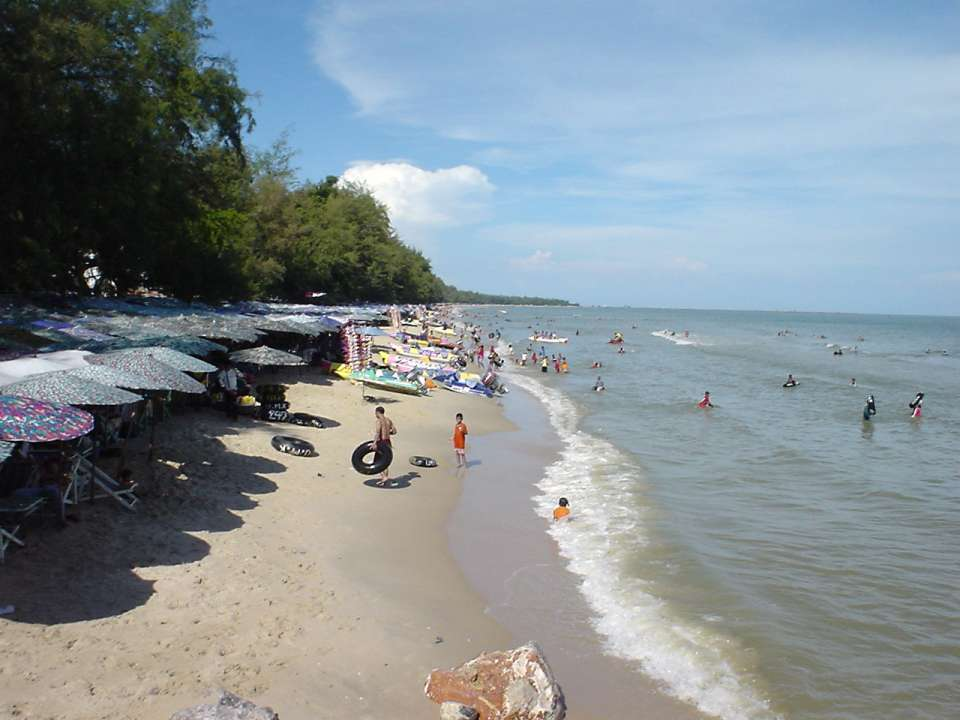
Bãi biển Cha Am

Cha Am có bãi biển nghỉ mát nổi tiếng Thái Lan.
Cha Am có trường đại học Mỹ duy nhất ở Thái Lan. Đại học Webster có gần 200 sinh viên từ nhiều nước theo học.